# Giara per anaerobiosi

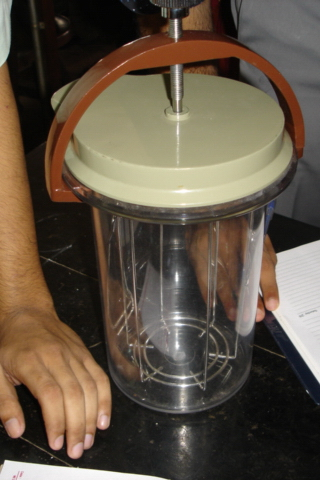
Giara per anaerobiosi

La giara per anaerobiosi (o giara Gas-Pak) è uno strumento utilizzato in microbiologia per incubare colture di microorganismi anaerobici.
Consiste in un contenitore a chiusura ermetica all'interno della quale viene posta una busta che, se bagnata, riesce a creare un'atmosfera priva di ossigeno molecolare.

## Descrizione

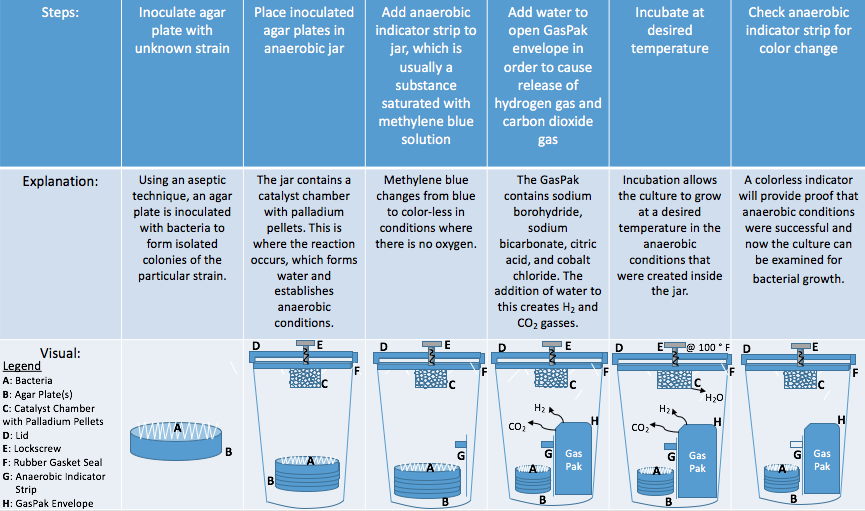
Schema della procedura per l'incubazione di una coltura in una giara per anaerobiosi

Nella giara per anaerobiosi vengono introdotte le piastre Petri in cui sono stati inoculati i campioni microbici, una striscia di carta assorbente imbevuta di un indicatore redox (resazurina o blu di metilene) e una busta Gas-Pak, che è un sistema di reazione per eliminare l'ossigeno.
Nella busta Gas-Pak si inseriscono alcuni mL di acqua, poi si chiude ermeticamente la giara e la si incuba in termostato alla temperatura ottimale per il microorganismo in questione.
Nella busta Gas-Pak sono contenuti i seguenti reattivi:
1. Sodio boroidruro - NaBH4;
2. Bicarbonato di sodio - NaHCO3;
3. Acido citrico - C3H5O(COOH)3.

## Reazioni
L'acqua aggiunta attiva la reazione con il sodio boroidruro:
NaBH4 + 2 H2O ⇄ NaBO2 + 4 H2↑
contemporaneamente avviene la reazione tra l'acido citrico e il bicarbonato di sodio, con decomposizione di quest'ultimo:
C3H5O(COOH)3 + 3 NaHCO3 ⇄ C3H5O(COONa)3 + 3 CO2 + 3 H2O
Dalla busta si sono quindi sviluppati anidride carbonica e idrogeno gassosi.
All'interno del coperchio della giara è contenuto del palladio, che catalizza la reazione tra idrogeno e ossigeno:
2 H2 + O2 ⇄ 2 H2O
In questo modo si otterrà un ambiente privo di ossigeno e ricco di anidride carbonica.
L'effettiva anaerobiosi dell'atmosfera interna può essere verificata osservando l'indicatore: infatti la resazurina in presenza di ossigeno assume colore azzurro, mentre in assenza di esso appare color rosa; il blu di metilene invece appare blu in presenza di ossigeno e incolore in sua assenza.